# Cayratia polydactyla
Cayratia polydactyla là một loài thực vật hai lá mầm trong họ Nho. Loài này được (Miq.) Galet miêu tả khoa học đầu tiên năm 1967.